# Crassula pallens
Crassula pallens är en fetbladsväxtart som beskrevs av Schönl. och Bak. f.. Crassula pallens ingår i släktet krassulor, och familjen fetbladsväxter. Inga underarter finns listade i Catalogue of Life.